# Jimi Tenor

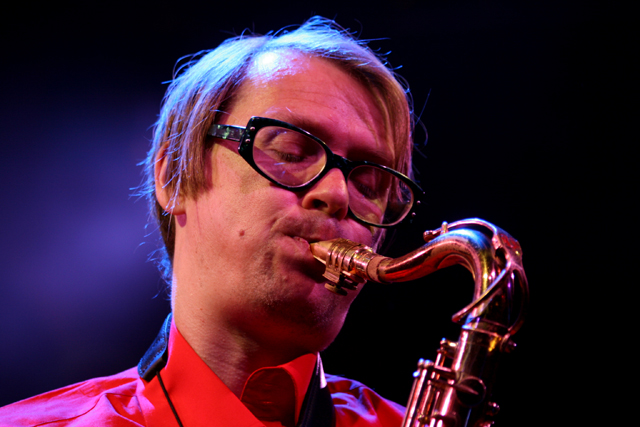
Jimi Tenor

Jimi Tenor (geboren 1965 in Lahti als Lassi Lehto) is een Fins muzikant en componist. Zijn artiestennaam is een combinatie van de voornaam van jeugdidool Jimmy Osmond en de tenorsaxofoon. Zijn band Jimi Tenor & His Shamans bracht het eerste album uit in  1988. Zijn eerste soloalbum verscheen in 1994 en in hetzelfde jaar had hij een bescheiden hit met "Take Me Baby". In de jaren 90 verbleef hij veelal buiten Finland in steden als Berlijn, New York, Londen en Barcelona. Zijn albums verschijnen bij Sähkö Recordings, Warp Records en Kitty-Yo. In 2008 is hij te gast op het album Errare Machinale Est van zijn landgenoot Jori Hulkkonen. Jimi Tenor heeft verschillende samenwerkingsprojecten op zijn naam, onder meer met Tony Allen, Kabu Kabu (een groep West Afrikaanse muzikanten uit Duitsland) en het UMO Helsinki Jazz Orchestra. 

## Discografie

### Jimi Tenor & His Shamans
- Total Capacity of 216,5 Litres, 1988
- Diktafon, 1989
- Mekanoid, 1990
- Fear of a Black Jesus, 1992

### Jimi Tenor, solo
- Europa, 1995
- Sähkömies, 1994
- Intervision, 1997
- Venera EP, 1998
- Organism, 1999
- Out Of Nowhere, 2000
- Cosmic Relief EP, 2001
- Utopian Dream, 2001
- Higher Planes, 2003
- Beyond The Stars, 2004
- Sunrise, 2006
- Deutsche Grammophon ReComposed by Jimi Tenor, 2006
- Saxcentric, 2016
- Order of Nothingness, 2018
- Aulus, 2020
- Multiversum, 2022

### Jimi Tenor &Tony Allen
- Inspiration Information 4, 2010

### Jimi Tenor & Kabu Kabu
- Joystone, 2007
- 4th dimension, 2008
- The mystery of Aether, 2012

### Jimi Tenor & UMO
- Mysterium Magnum, 2015
- Terra Exotica, 2021